# Catedral de Chester
La catedral de Chester es la catedral de culto anglicano, sede de la diócesis de Chester desde 1541, en la ciudad homónima en Inglaterra.
Pese a que en un principio constituía la iglesia de un monasterio benedictino dedicado a Santa Werburga, patrona de la ciudad, la catedral se encuentra bajo la advocación de Jesucristo y la Virgen María.
De estilos románico y gótico ha sufrido diversas remodelaciones desde 1093 hasta mediados del siglo XVI, y un importante proceso de restauración durante el siglo XIX.
Además de los actos religiosos, suele albergar exposiciones y conciertos.

## Arquitectura

### Nave
La nave de la catedral fue completada entre 1461 y 1490 por William Rediche. Fue la última área de la catedral en ser reconstruida, habiéndose retrasado su construcción debido a la Peste Negra a mediados del siglo XIV. Las elevaciones son simplificadas y austeras en relación con el coro anterior, sin arcada triforia y solo paneles en blanco en la parte inferior de las ventanas del claristorio en lugar de una rejilla abierta. Las ventanas exteriores de la arcada muestran tracería curvilínea, dos pares de luces cada una culminando en arcos conopiales que forman diseños florales en los tímpanos.
La actual bóveda de madera de la nave fue construida por George Gilbert Scott durante la restauración victoriana de 1868-1876. La bóveda se construyó de roble para no sobrecargar los pilares de arenisca roja situados debajo. Es una bóveda de ligadura típica del siglo XV, con tiercerones que parten de contrafuertes y se extienden hacia una viga central y nervios de cresta transversales entre las cabezas de las ventanas, con hexágonos lierne revistiendo la viga central y los nervios transversales, formando patrones de red entre los tramos de muelles. Las intersecciones de los nervios están cubiertas por grandes claves, que fueron limpiadas y doradas en 1997. La madera y el dorado de la bóveda complementan la arenisca roja debajo.